# Colmar-Berg (kommun)
Kommunen Colmar-Berg (franska: Commune de Colmar-Berg, luxemburgiska: Gemeng Colmer-Bierg, tyska: Gemeinde Colmar-Berg) är en kommun i kantonen Mersch i centrala Luxemburg. Kommunen har 2 269 invånare (2022), på en yta av 12,31 km². Den utgörs av huvudorten Colmar-Berg samt orten Welsdorf.
Fram till den 25 mars 1991 gick kommunen enbart under namnet Berg för att då ändras till Colmar-Berg.

## Demografi

### Befolkningsutveckling
| Befolkningsutvecklingen i Colmar-Berg 1821–2021 | Befolkningsutvecklingen i Colmar-Berg 1821–2021 | Befolkningsutvecklingen i Colmar-Berg 1821–2021 | Befolkningsutvecklingen i Colmar-Berg 1821–2021 | Befolkningsutvecklingen i Colmar-Berg 1821–2021 |
| ----------------------------------------------- | ----------------------------------------------- | ----------------------------------------------- | ----------------------------------------------- | ----------------------------------------------- |
|                                                 |                                                 |                                                 |                                                 |                                                 |
| År                                              |                                                 |                                                 | Folkmängd                                       |                                                 |
| 1821                                            | 1821                                            |                                                 | 458                                             |                                                 |
| 1871                                            | 1871                                            |                                                 | 673                                             |                                                 |
| 1910                                            | 1910                                            |                                                 | 644                                             |                                                 |
| 1922                                            | 1922                                            |                                                 | 648                                             |                                                 |
| 1935                                            | 1935                                            |                                                 | 608                                             |                                                 |
| 1947                                            | 1947                                            |                                                 | 572                                             |                                                 |
| 1960                                            | 1960                                            |                                                 | 680                                             |                                                 |
| 1970                                            | 1970                                            |                                                 | 935                                             |                                                 |
| 1981                                            | 1981                                            |                                                 | 1 176                                           |                                                 |
| 1991                                            | 1991                                            |                                                 | 1 385                                           |                                                 |
| 2001                                            | 2001                                            |                                                 | 1 711                                           |                                                 |
| 2011                                            | 2011                                            |                                                 | 1 919                                           |                                                 |
| 2021                                            | 2021                                            |                                                 | 2 238                                           |                                                 |
|                                                 |                                                 |                                                 |                                                 |                                                 |